# كاثي ليدرز
كاثرين (كاثي) ليدرز (بالإنجليزية: Kathy Lueders)‏ مهندسة ومديرة أعمال أمريكية. وهي مدير برنامج رحلات الفضاء البشرية في وكالة الفضاء الأميركية وهي أول امرأة تتولى هذا المنصب الرئيسي في ناسا. عملت سابقًا كمديرة برنامج الرحلات التجارية المأهولة التابع لناسا، وأشرفت على عودة رحلات الفضاء البشرية إلى الوكالة.

## التعليم
حصلت على بكالوريوس في إدارة الأعمال في الشؤون المالية من جامعة نيومكسيكو. وأيضا بكالوريوس العلوم وماجستير العلوم في الهندسة الصناعية من جامعة ولاية نيو مكسيكو.

## عملها في ناسا
بدأت حياتها المهنية في وكالة ناسا في عام 1992  في مختبر الدفع في مرفق اختبار وايت ساندز. وبصفتها ثاني امرأة تعمل في المنشأة، بدأت ليدرز كمديرة مستودع لبرنامج مكوك الفضاء نظام المناورات المدارية وأنظمة التحكم في التفاعل. وقد شغلت أيضًا العديد من المناصب الإدارية في مكتب برنامج محطة الفضاء الدولية في مركز لندون بي جونسون للفضاء في هيوستن، تكساس.